# تاريخ قضاء الشوف
قضاء الشوف، هي منطقة تاريخية وجغرافية تقع في الجزء الأوسط من لبنان. مثل معظم مناطق لبنان، سكن الفينيقيون الشوف، وهم حضارة سامية قديمة اشتهرت بمهاراتهم في الملاحة البحرية والتجارة. ومع ذلك، فإن أدلة السكن في الجبال تعود إلى القرن الخامس قبل الميلاد، كما أثبتت الأدلة الأثرية، التي تتكون من مواقع الدفن والفخار الرومانية، استمرار السكن منذ عام 450 قبل الميلاد.

## التاريخ المبكر
كانت منطقة الشوف، مثل معظم مناطق لبنان، جزءاً من الحضارة الفينيقية التاريخية. كان الفينيقيون بحارة وتجارًا ماهرين. ومن أبرز موارد منطقة الشوف أشجار الأرز التي تنمو بكثرة في جبالها. كان الفينيقيون يقدرون خشب الأرز تقديرًا عاليًا، ويستخدمونه في بناء السفن والبناء. كانت أرز لبنان الشهيرة جزءًا لا يتجزأ من التجارة الفينيقية ولعبت دورًا حاسمًا في مساعيهم البحرية.
نشأت سيادة الشوف من سيادة صيدا باعتبارها تابعة فرعية حوالي عام 1170. وكان مركزها في كهف تيرون. باعها جوليان صيدا إلى الفرسان التوتونيين عام 1256. قلعة نيحا منحوتة في صخرة مطلة على وادي بسري والعراي، وتطل على الطريق بين صيدا وسهل البقاع. تم ذكره لأول مرة عام 975 م ثم مرة أخرى عام 1133. وتناوبت السيطرة على القلعة بين الصليبيين والمسلمين المحليين حتى تدميرها عام 1261. وفي عام 1270، أمر القائد المملوكي بيبرس بإعادة بنائها.
تقع المواقع الأثرية على منحدر تلة في أطراف بلدة شحيم في جبال الشوف. وهي قرية رومانية بيزنطية يوجد بها معبد روماني شاهق فوق بقية العمارة القديمة. المعبد يواجه الشرق وله شرفة صغيرة. يوجد نحت لإله الشمس هيليوس على أحد إطارات الأبواب. نحت آخر يصور صورة كاهن بذراعيه الممدودتين.

## العثمانيون
احتلت الدولة العثمانية بلاد الشام من المماليك بعد معركة مرج دابق بالقرب من حلب عام 1516. حافظ السلطان العثماني سليم الأول إلى حد كبير على هياكل الحكم المملوكية والمسؤولين في المنطقة. وكان بيلربيه (حاكم المحافظة) على دمشق، جنبردي الغزالي، قد خدم نفس الدور في عهد المماليك. بعد أن أعلن جنبردي نفسه سلطانًا بعد وفاة سليم عام 1520، قمع العثمانيون ثورته وبدأوا في دمج بلاد الشام بشكل أكثر قوة في هياكل الإمبراطورية. كان التحدي الأكبر الذي واجه الباب العالي (الحكومة الإمبراطورية العثمانية في القسطنطينية) في بلاد الشام هو إخضاع صحرائها الشرقية وأطرافها الجبلية الغربية. كان سليم قد عهد بتهدئة القبائل البدوية وأمن طريق الحج بين دمشق ومكة إلى السلالات البدوية المسلمة السنية القوية في وادي البقاع وجبل نابلس والحنش والطربية على التوالي.

## إمارة جبل لبنان

### آل معن
حدث أول إجراء حكومي معروف ضد الدروز في عام 1518 أثناء تمرد ناصر الدين، زعيم حنش وسنجق باي صيدا-بيروت، ضد سليم. تم قمع التمرد من قبل جنبردي، الذي اعتقل وأعدم ناصر الدين وأسر حلفاء الأخير الدروز، الزعماء قرقماز وزين الدين وعلم الدين سليمان من عائلة معن وشرف الدين في الشوف. يحيى من عائلة تنوخ-بحتور في الغرب. وإطلق سراح الزعماء الدروز الأربعة بعد دفع غرامة كبيرة.
أطلق بيلربي دمشق، حيرام باشا، حملة عقابية ضد دروز الشوف بقيادة زعماء المعنيين في عام 1523. تم إحراق ثلاث وأربعين قرية درزية، بما في ذلك الباروك، مقر قرقماز، وذكر ابن طولون أن حيرام باشا عاد إلى دمشق بأربعة جمال محملة برؤوس الدروز وأدب ديني دروزي يثبت عداء الدين للإسلام السني. مثلت الحملة المحاولة الأولى لفرض سلطة حكومية مباشرة في الشوف. وقام حيرام باشا بتعيين سوباشيس (مدراء الشرطة) لفرض القانون والنظام في المنطقة، لكنهم قتلوا على يد الدروز. رد حيرام باشا بإطلاق حملة عقابية ثانية ضد الشوف في 18 يونيو 1524، أحرقت خلالها ثلاثين قرية وعاد البايليربي في اليوم التالي ومعه ثلاث جمال من رؤوس الدروز و300 أسير من النساء والأطفال الدروز. وقد أشاد علماء وشعراء دمشق المعاصرون بهذه الحملات. لا يوجد أي ذكر آخر لثورات الدروز أو الحملات الحكومية في المصادر حتى أواخر القرن السادس عشر.
تصاعدت التوترات بين الدروز والباب العالي بشكل كبير حيث حصل الدروز، إلى جانب المجموعات القبلية والطائفية الأخرى في سوريا، على أسلحة نارية كانت في بعض الأحيان متفوقة على الأسلحة النارية التي تستخدمها الجيوش العثمانية. تم حظر حيازة الأسلحة النارية من قبل أشخاص غير عسكريين، على الرغم من أن السلطات واجهت صعوبات في تنفيذ الحظر في سوريا. حصل السوريون على جزء على الأقل من ترساناتهم من القوى الأوروبية بهدف زعزعة استقرار الحكم العثماني في سوريا. وتم توفير الترسانات باستخدام السفن التجارية التي رست في الموانئ السورية. وشملت المصادر الأخرى الإنكشارية في دمشق وأصحاب التيمار في سوريا والسفن العثمانية القادمة من القسطنطينية والتي جاءت لنقل الحبوب من سوريا إلى العاصمة الإمبراطورية. هاجم الدروز المسلحون بالبنادق الطويلة المسؤولين الذين تم إرسالهم لتحصيل الضرائب من مناطقهم وصدوا الغارة العثمانية اللاحقة ضدهم في عين دارة عام 1565.
في أمر أصدره الباب العالي إلى بيلربي دمشق في آب 1574، ذُكر أن قرى الغرب والجرد والشوف والمتن مدينون بمتأخرات ضريبية يعود تاريخها إلى أكثر من عشرين عامًا وأن مقدمي الدروز يمتلكون كميات كبيرة من المتأخرات الضريبية. من البنادق. المقدمات المذكورة بالترتيب هي معنيد قرقماز، ربما حفيد قرقماز المذكور أعلاه، وتنوخد شرف الدين والزعماء غير الدروز منصور بن حسن من عائلة عساف في كسروان وقاسم الوادي. عائلة شهاب من آل تيم. أُمر البايليربي بجمع ما لا يقل عن 6000 بندقية من زعماء القبائل المذكورين وأكثر من كل أسرة في المناطق الفرعية المذكورة. شنت القوات المشتركة لبيلربي دمشق، والإنكشارية الدمشقية الإمبراطورية، وسنجق باي طرابلس، والأسطول العثماني حملة ضد الدروز في ذلك العام، لكنهم لم يتمكنوا من إخضاعهم ونزع سلاحهم.
تم تجديد الأمر الإمبراطوري الصادر عام 1574 في فبراير 1576، لكن بيلربي دمشق لم يتمكن مرة أخرى من تنفيذ الأمر، بل اشتكى من أن سكان الغرب والجرد والشوف والمتن ما زالوا في حالة تمرد، ولم يكن هناك أي ملتزم على استعداد لمواجهته. قبول مزرعة الضرائب للمناطق الفرعية والمسؤولين المعينين (جامعي الضرائب) لم يحترموا من قبل السكان. وبناء على ذلك، أمر الباب العالي بأن يقوم البايلربي بتدمير عدد غير محدد من القرى الدرزية، واعتقال ومعاقبة مقدميهم، وتحصيل متأخرات الضرائب. لم يتم اتخاذ أي إجراء عسكري واستمر الدروز في تحدي السلطات وأفادت الحكومة أنهم حصلوا على المزيد من البنادق في عام 1582. واتهموا في ذلك العام بالتخابر مع المسلمين الدروز والشيعة في سنجق صفد جنوب صيدا-بيروت، ودعا أمر الباب العالي إلى "التخلص من [قرقماز] بن معن الذي أزعجه وشره". الأفعال تفوق سائر الأعمال".

### الغزو العثماني للشوف
الحملة العثمانية عام 1585 ضد الدروز ، والمعروفة أيضًا باسم الغزو العثماني للشوف عام 1585، كانت حملة عسكرية عثمانية بقيادة إبراهيم باشا ضد الدروز وغيرهم من زعماء جبل لبنان وضواحيها، التي كانت آنذاك جزءًا من سنجق صيدا-بيروت. من محافظة إيالة دمشق . كان يُنظر إليه تقليديًا كنتيجة مباشرة لمداهمة قطاع الطرق في عكار ضد قافلة الجزية لإبراهيم باشا، حاكم مصر المنتهية ولايته آنذاك، والذي كان في طريقه إلى القسطنطينية . تشير الأبحاث الحديثة إلى أن قافلة الجزية وصلت سليمة وأن الحملة كانت بدلاً من ذلك ذروة المحاولات العثمانية لإخضاع الدروز والمجموعات القبلية الأخرى في جبل لبنان والتي يعود تاريخها إلى عام 1518.
في 1523-1524، أحرقت عشرات القرى الدرزية في منطقة الشوف وقُتل أو أسر المئات من الدروز على يد الوالي حيرام باشا، وبعد ذلك أعقب ذلك فترة من السلام. استؤنفت التوترات في ستينيات القرن السادس عشر عندما استحوذت السلالات المحلية الدرزية وغير الدرزية، ولا سيما معان وعساف وشهاب، على كميات كبيرة من الأسلحة النارية المحظورة، والتي غالبًا ما كانت متفوقة على تلك التي تمتلكها القوات الحكومية. فشل العمل العسكري الذي قام به حكام دمشق العثمانيون في سبعينيات القرن السادس عشر في نزع سلاح الزعماء وعامة السكان أو تحصيل المتأخرات الضريبية، التي كانت تتراكم منذ ستينيات القرن السادس عشر.
تم تعيين إبراهيم باشا "لتصحيح الوضع" في بلاد الشام عام 1583 وأطلق الحملة ضد دروز جبل لبنان في صيف عام 1585 كتحويل بأمر من الباب العالي لقافلته المتجهة إلى القسطنطينية. حشد حوالي 20 ألف جندي، بما في ذلك الإنكشارية في مصر ودمشق، بالإضافة إلى زعماء القبائل المحليين، وهم البدو منصور بن فريخ ومنافسي المعنس الدروز. قُتل المئات من المتمردين الدروز، وتمت مصادرة آلاف البنادق وجمع مبالغ كبيرة من المال على شكل متأخرات ضريبية على يد إبراهيم باشا. توفي زعيم المعنيد قرقماز، أحد الأهداف الرئيسية للحملة، مختبئًا بعد رفضه الاستسلام.
في العام التالي، استولى والي دمشق، علي باشا، على زعماء قبائل عساف وحرفوش وتنوخ وفريخ المحليين وأرسلهم إلى القسطنطينية. وقد أعيدوا بعد ذلك إلى مناطقهم الأصلية وتم تثبيتهم في مزارعهم الضريبية. شكلت الحملة وما تلاها نقطة تحول في الحكم العثماني لبلاد الشام حيث تم تعيين زعماء القبائل المحليين منذ ذلك الحين في كثير من الأحيان كسنجق باوات (حكام المناطق). كان أحد هؤلاء الحكام هو ابن قرقماز، فخر الدين الثاني، الذي أصبح أقوى قوة محلية في بلاد الشام منذ تعيينه في سنجق صيدا-بيروت وصفد في تسعينيات القرن السادس عشر و1602 على التوالي، حتى عهده. سقوط عام 1633.
المصدر الذي استخدمه مؤرخو جبل لبنان والمؤرخون المعاصرون في رحلة 1585 في القرن التاسع عشر هو رواية البطريرك الماروني والمؤرخ اسطفان الدويهي، والتي يعود تاريخها إلى ق. 1668. تعزو رواية الدويهي سبب الحملة إلى الغارة على قافلة الجزية المتجهة إلى القسطنطينية لوالي مصر إبراهيم باشا من قبل قطاع الطرق في جون عكار، وهي منطقة ساحلية شمال طرابلس. وقد تم استنساخ رواية الدويهي بشكل متطابق تقريبًا من قبل المؤرخين المقيمين في لبنان في القرن التاسع عشر حيدر الشهابي (ت 1835) وطنوس الشدياق (ت 1859). وكانت رواياتهم هي المصدر الرئيسي الذي استخدمه المؤرخون المعاصرون بيتر مالكولم هولت وعبد الكريم رفيق وكمال صليبي ومحمد عدنان بخيت للحدث. تم تحديد سنة غارة القافلة على أنها 1584 من قبل الدويهي، ثم من قبل رفيق وصليبي وبخيت، بينما قام الشهابي، وبدوره هولت، بوضع الغارة في عام 1585.

### عصر فخر الدين الثاني

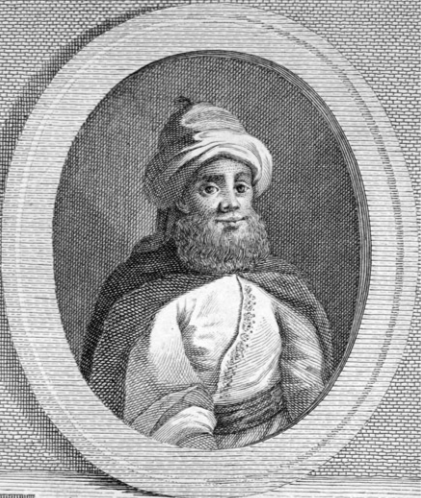
نقش صورة فخر الدين الثاني.

حوالي عام 1590 خلف قرقماز ابنه الأكبر فخر الدين الثاني كمقدم لكل الشوف أو جزء منها. على عكس أسلافه المعنيين، تعاون فخر الدين مع العثمانيين، الذين، على الرغم من قدرتهم على قمع الزعماء المحليين في جبل لبنان بقوة هائلة، إلا أنهم لم يتمكنوا من تهدئة المنطقة على المدى الطويل دون دعم محلي. وعندما تم تعيين الجنرال المخضرم مراد باشا كلاريك على دمشق، استضافه فخر الدين وقدم له هدايا باهظة الثمن عند وصوله إلى صيدا في سبتمبر 1593. رد مراد باشا بالمثل بتعيينه سنجق باي (حاكم المنطقة، المسمى أمير لواء في المصادر العربية) لصيدا-بيروت في ديسمبر. إن انشغال العثمانيين بالحروب ضد إيران الصفوية (1578–1590؛ 1603–1618) والحرب مع النمسا الهابسبورغية أتاح لفخر الدين المجال لتعزيز وتوسيع سلطته شبه المستقلة.

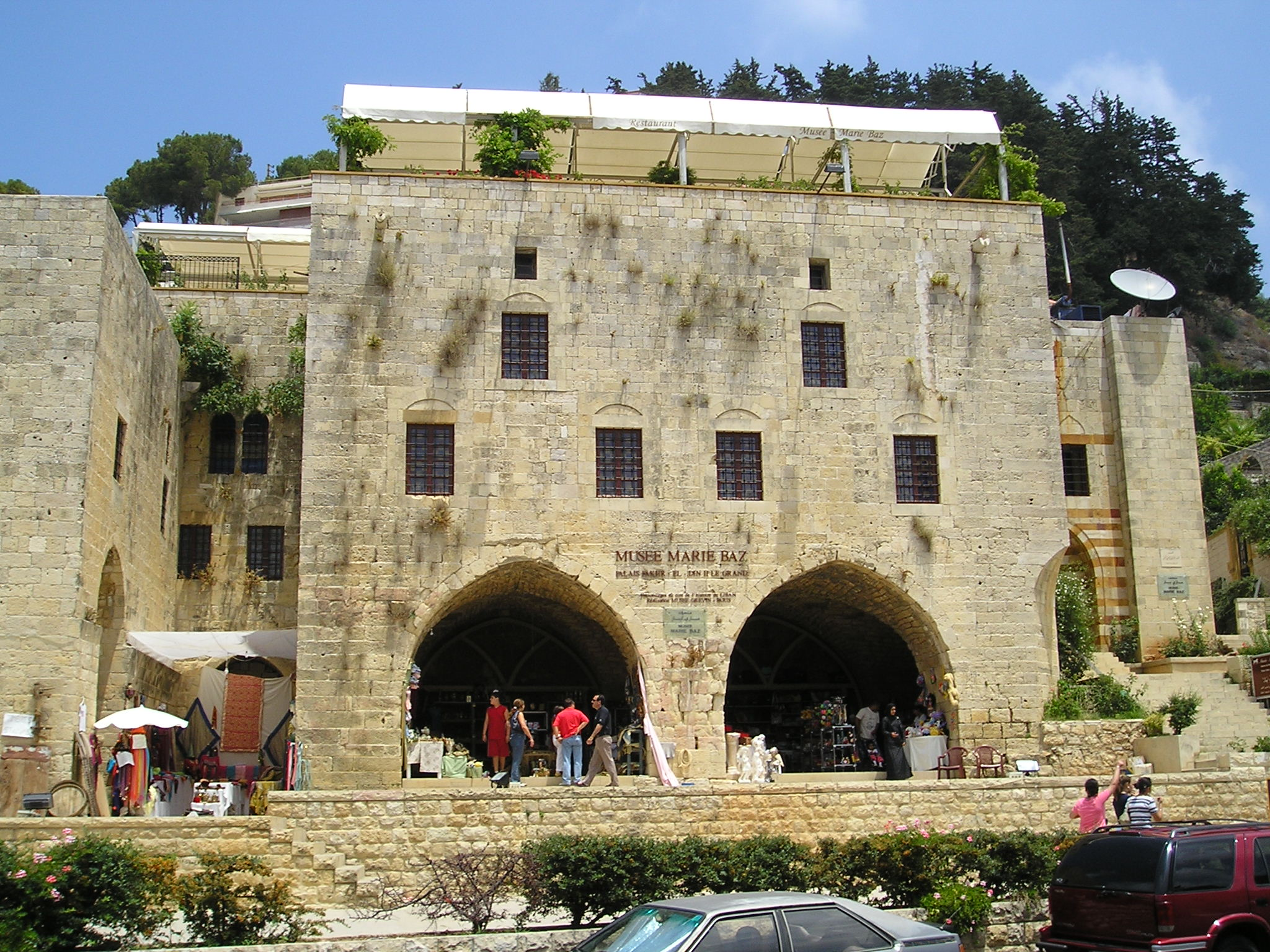
السراي بدير القمر مقر معن لفخر الدين

في يوليو 1602، بعد أن أصبح راعيه السياسي مراد باشا وزيرًا في القسطنطينية، تم تعيين فخر الدين سنجق باي على صفد. ومع وجود دروز صيدا-بيروت وصفد تحت سلطته، أصبح فعلياً زعيمهم الأعلى. وربما تم تعيين فخر الدين في هذا المنصب للاستفادة من قاعدة سلطته الدرزية ضد الشيعة.
في عام 1606، أقام فخر الدين قضية مشتركة مع المتمرد الكردي علي جنبلاد من حلب ضد منافسه المحلي يوسف سيفا من طرابلس؛ وقد تم تعيين الأخير كقائد أعلى للجيوش العثمانية في بلاد الشام لقمع جنبلاد. ربما كان الدافع وراء فخر الدين هو طموحاته في الحكم الذاتي الإقليمي، والدفاع عن أراضيه من سيفا، أو توسيع سيطرته إلى بيروت وكسروان، وكلاهما تحت سيطرة سيفا. حاصر حلفاء المتمردين سيفا في دمشق، مما أجبره في النهاية على الفرار.

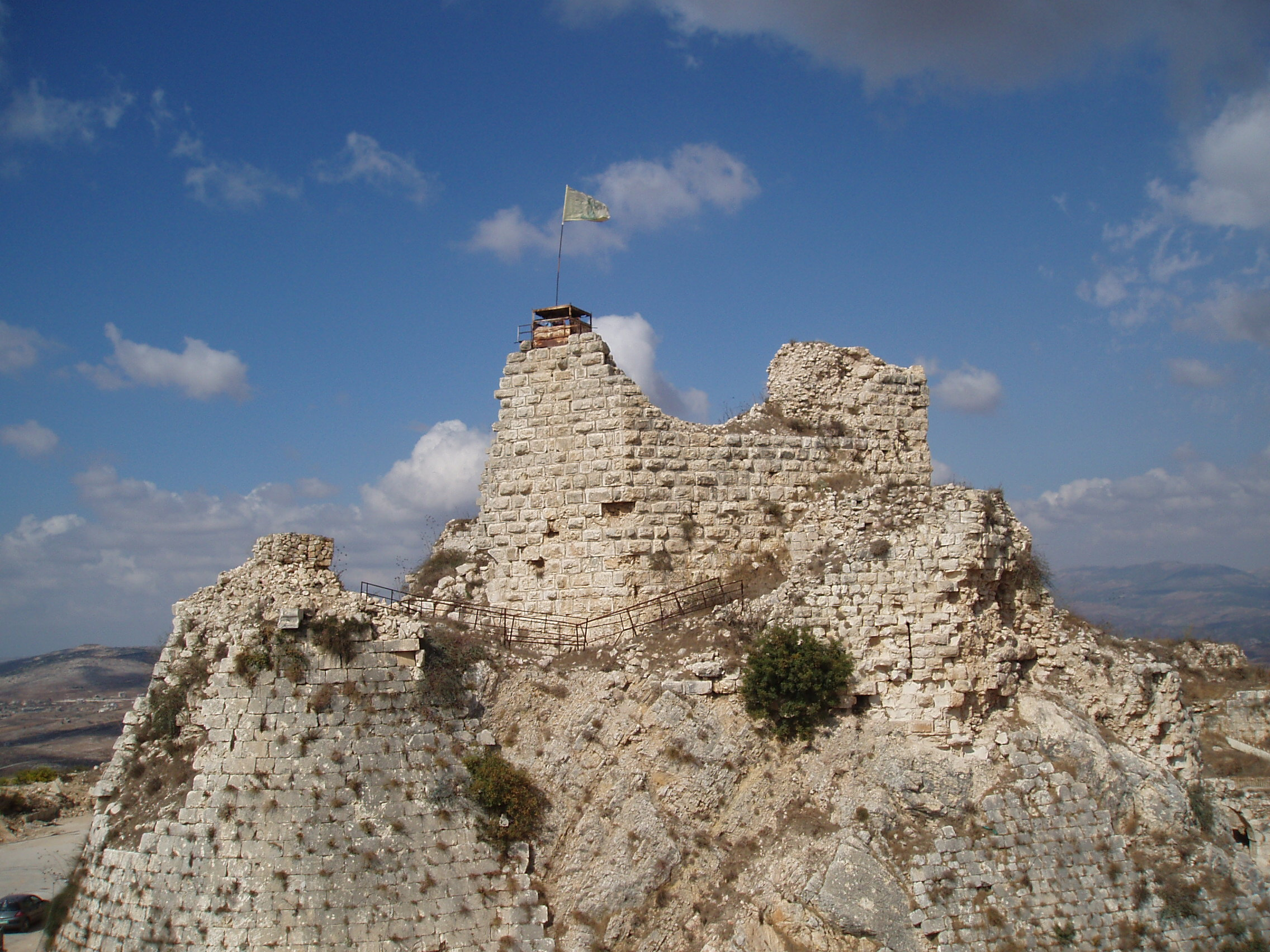
وكان شقيف أرنون معقلاً لفخر الدين يحرس مناطقه من الجنوب.

فقد فخر الدين حظوته الإمبراطورية بوفاة مراد باشا في يوليو 1611 وخلافة نصوح باشا. وبحلول ذلك الوقت، كان الباب العالي، بعد أن تحرر من الحروب مع النمسا وإيران وثورات الجيلالي في الأناضول، قد حول اهتمامه إلى شؤون بلاد الشام. أصبحت السلطات حذرة من توسع أراضي فخر الدين، وتحالفه مع دوقية توسكانا الكبرى، وتقويته غير المصرح به للحصون وتحصينها وتوظيفه للساكبان المحظورين. وعين نصوح باشا أحمد باشا والي دمشق على رأس جيش كبير لقمع فخر الدين. استقل الأخير سفينة أوروبية وهرب إلى ليفورنو، توسكانا.
وفي غياب فخر الدين، تولى شقيقه الأصغر يونس منصب رب الأسرة في الشوف. تعاونت سكبان آل معنس المتمركزة في قريتهم الرئيسية دير القمر مع أحمد باشا، مما دفع يونس إلى هجر القرية إلى بعقلين. في هذه الأثناء، هجر علي معن من قبل حراسه الشخصيين من السكيبان في المفرق في الصحراء السورية حيث هرب من أحمد باشا. حصون معنيد في شقيف أرنون والسبيبة، التي سعى العثمانيون إلى تفكيكها، كانت تحت سيطرة سيكبان العائلة بقيادة حسين يازجي وحسين الطويل، على التوالي؛ بمساعدة سلالة حرفوش المنافسة في بعلبك، رتب قادة السكيبان لهدم القلعتين وحصلوا على مكافأة من السلطات. تم تجريد آل معن من ولاياتهم في صيدا بيروت وصفد وكسروان، لكن يونس احتفظ بمزرعة الضرائب في الشوف من حاكم إيالة صيدا المنشأة حديثًا في عام 1614. وعاد خصومهم الدروز والشيعة إلى الظهور باعتبارهم مزارعي الضرائب ومحافظي مناطقهم الأصلية في جبل لبنان وجبل عامل. على الرغم من ضعف موقف آل معن بشدة، إلا أن الظروف السياسية تغيرت لصالحهم في عام 1615، حيث تم إعدام نصوح باشا، واستبدال أحمد باشا بوالي صديق، وحل إيالة صيدا، وانسحاب القوات من سوريا للقتال على الساحل. الجبهة الإيرانية. تم تعيين يونس وعلي في صفد وصيدا-بيروت، على التوالي، وبعد فترة وجيزة تم تسليم منصبي المحافظين إلى علي. ثم واجه المعانس منافسيهم الدروز، وهم مظفر العندري من الجرد، والشيخ أرسلان محمد بن جمال الدين من الشويفات في الغرب، والصواف الشبانية في المتن. وهزمهم علي ويونس في أربع اشتباكات في جبل الدروز في إغميد وعين دارة وأبيه ونبع الناعمة على الساحل الجنوبي لبيروت. وأثناء القتال استعادوا السيطرة على بيروت وكسروان. بعد ذلك منح علي حلفاء وأقارب تنوخيد معنس مزارع الضرائب في بيروت والغرب والجرد، وعائلة أبو اللما مزرعة الضرائب في المتن.
بلغت المعارضة المتزايدة للمعنس من قبل شيعة صفد سنجق ذروتها بدعمهم لجهود يازجي ليحل محل علي في منصب سنجق باي هناك وتحالفهم مع حرفوش في 1617-1618. قُتل يازجي فور توليه منصبه في صفد في يونيو 1618، وأُعيد علي إلى منصبه. في هذه الأثناء، تصاعدت التوترات بين آل معن وحلفائهم التنوخيد وأبو اللما فيما يتعلق بنزاعات الملكية في بيروت.
أصدر العثمانيون عفواً عن فخر الدين وعاد إلى جبل لبنان ووصل إلى عكا في 29 سبتمبر 1618. عند سماع عودته، تصالح حلفاء معن الدروز على الفور مع علي، ومن تلك النقطة لم تكن هناك معارضة درزية نشطة أخرى لفخر الدين. بسبب عدم ارتياحه للعلاقات المتنامية بين آل حرفوش وزعماء الشيعة في صفد، اعتقل الزعيم الشيعي البارز في جبل عامل، علي منكير، وأطلق سراحه بعد فدية دفعها يونس الحرفوش. وانتقل للإشراف على تحصيل الضرائب في بلاد بشارة في ديسمبر/كانون الأول، مما دفع عائلات علي الصغير ومنكير وشكر ودغير الشيعية إلى اللجوء إلى يونس الحرفوش والتهرب من الدفع. ورد فخر الدين بتدمير منازلهم. ثم تصالح مع زعماء جبل عامل وانضم بعد ذلك الجيوش الشيعية إلى جيشه في حملاته العسكرية اللاحقة.
تحرك فخر الدين ضد السيفا عام 1619، واستولى على معقلهم في حصن عكار ونهبه، وبعد أربعة أيام حاصر يوسف وحلفاء الأخير الدروز في قلعة الحصن. ثم أرسل مفرزة لحرق قرية عكار، موطن عائلة سيفا، وانشقاق حصون سيفا في جبيل وسمار جبيل. اضطر فخر الدين بسبب الضغط العثماني إلى رفع الحصار، ولكن خلال الأعمال العدائية سيطر على نواحي جبيل والبترون. تم فصل يوسف في عام 1622 بعد فشله في تحويل الضرائب إلى الباب العالي، لكنه رفض تسليم السلطة إلى بديله عمر كتانجي، الذي طلب بدوره الدعم العسكري من فخر الدين. واستجاب فخر الدين مقابل التزام نواحي طرابلس الضنية وبشري وعكار. وبمجرد خروج فخر الدين من غزير، هجر يوسف طرابلس إلى عكار. أرسل الأمير بعد ذلك حليفه الماروني أبو صافي الخازن، شقيق المدبر (المستشار المالي والسياسي، الكاتب) أبو نادر الخازن، لاحتلال بشري الموارنة، وبالتالي إنهاء حكم المقدمات المارونية المحلية التي تأسست منذ أواخر القرن الرابع عشر.. في عام 1623، حشد فخر الدين قواته في بشري لدعم ابن أخ يوسف المتمرد سليمان، الذي كان يسيطر على صافيتا. أكد تدخل فخر الدين أن آل معانس هم السادة العمليون لصافيتا.

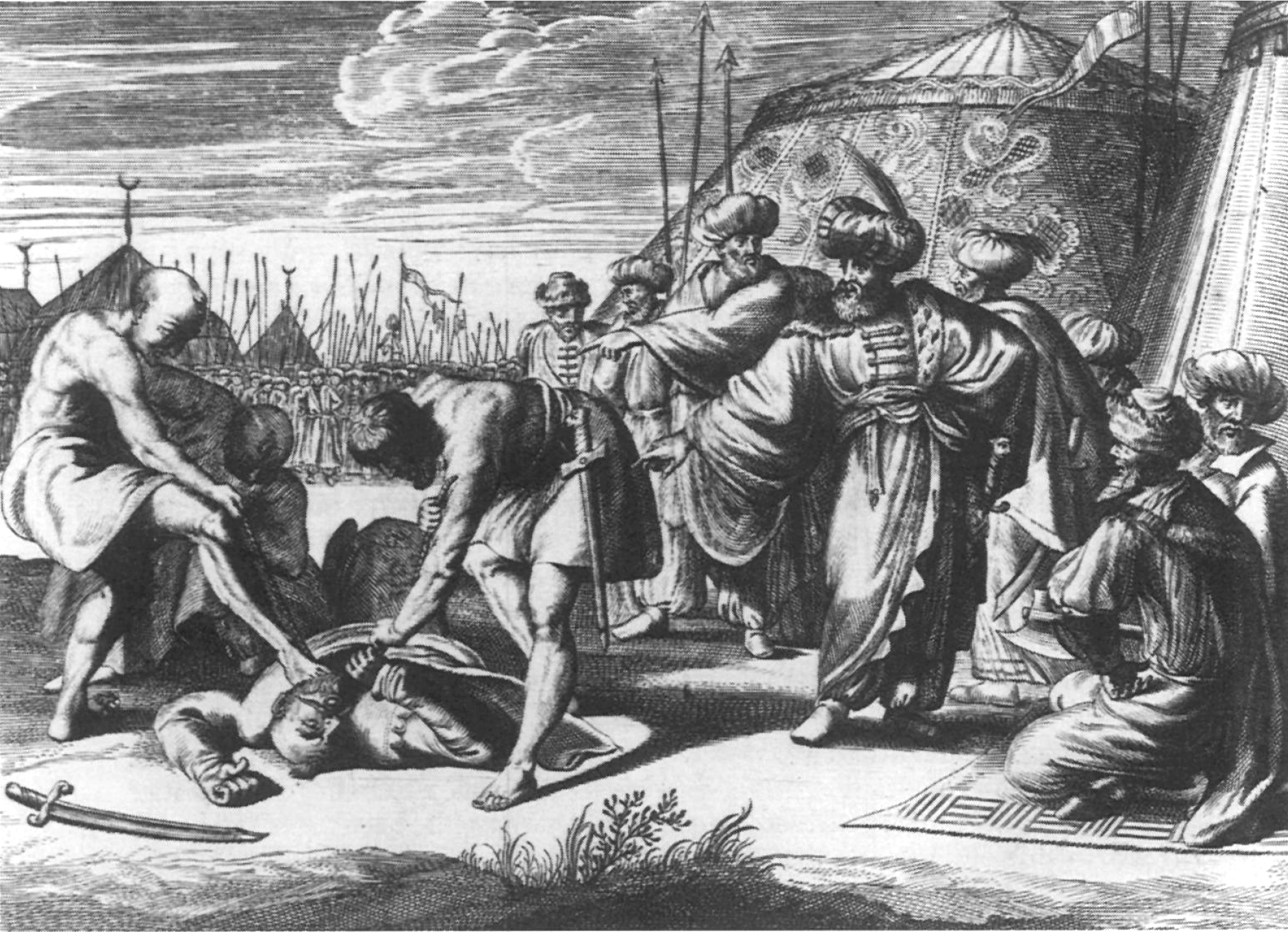
نقش لأولفرت دابر من عام 1677 يصور أسر فخر الدين لمصطفى باشا، بيلربي دمشق، في معركة عنجر عام 1623. يظهر فخر الدين كشخص واقف معمم، يشير نحو مصطفى باشا المقيد على الأرض.

في أغسطس/سبتمبر 1623، طرد فخر الدين آل حرفوش من قرية قب الياس في البقاع الجنوبي بسبب منعهم دروز الشوف من زراعة حقولهم هناك. في هذه الأثناء، في يونيو/يوليو، استبدل الباب العالي علي معن في منصب سنجق صفد ببستانجي باشي واستبدل شقيقه حسين ومصطفى كثودة الموالي لمعن في منصب سنجق عجلون ونابلس بمعارضين محليين. من المان. وبعد فترة وجيزة أعاد الباب العالي آل معنس إلى عجلون ونابلس، ولكن ليس إلى صفد. ومن ثم تحرك آل معن للسيطرة على عجلون ونابلس. شن فخر الدين حملة ضد الترابيين والفروخ في شمال فلسطين، لكنه هُزم في معركة عند نهر العوجة بالقرب من الرملة. وفي طريق عودته إلى جبل لبنان من حملة فلسطين الفاشلة، أُبلغ فخر الدين بأن الباب العالي أعاد تعيين أبنائه وحلفائه في صفد وعجلون ونابلس. ومع ذلك، شرع والي دمشق، مصطفى باشا، بدعم من آل حرفوش وسيفاس، في إطلاق حملة ضد المانين. هزم فخر الدين القوة الدمشقية في عنجر وأسر مصطفى باشا. واستخرج فخر الدين من البايلاربي تأكيد ولاية معنس والتعيينات الإضافية لنفسه على سنجق غزة، وابنه منصور على سنجق اللجون، وعلي على ناحية البقاع الجنوبي. التعيينات في غزة ونابلس واللجون لم تنفذ بسبب معارضة أصحاب السلطة المحليين. نهب فخر الدين بعلبك بعد فترة وجيزة من عنجر واستولى على قلعتها ودمرها في 28 مارس. أُعدم يونس الحرفوش عام 1625، وهو نفس العام الذي تولى فيه فخر الدين منصب حاكم ناحية بعلبك.
بحلول عام 1624، سيطر فخر الدين وحلفاؤه من السيفا الذين انشقوا عن يوسف على معظم إيالة طرابلس، باستثناء مدينة طرابلس، وقلعة الحصن، وناحية الكورة، وسنجق جبلة. بعد أشهر قليلة من وفاة يوسف في يوليو 1625، شن فخر الدين هجومًا على طرابلس. أخرج حليفه القديم سليمان سيفا من قلعة صافيتا ثم تنازل أبناء يوسف فيما بعد عن حصون قلعة الحصن والمرقاب. وفي سبتمبر 1626 استولى على قلعة سلمية، ثم حماة وحمص، وعين نوابه لحكمها. تم تعيين فخر الدين على طرابلس عام 1627، وفقًا للدويهي فقط. بحلول أوائل ثلاثينيات القرن السابع عشر، استولى فخر الدين على العديد من الأماكن حول دمشق، وسيطر على ثلاثين حصنًا، وقاد جيشًا كبيرًا من السقبان، ووفقًا لمؤرخ عثماني معاصر، "الشيء الوحيد المتبقي له هو المطالبة بالسلطنة".

### صراع الدروز على السلطة
في عام 1660، تحركت الإمبراطورية العثمانية لإعادة تنظيم المنطقة، ووضع سناجق صيدا-بيروت وصفد في مقاطعة صيدا التي تم تشكيلها حديثًا، وهي خطوة اعتبرها الدروز المحليون محاولة لتأكيد السيطرة. تم إرسال بعثة عثمانية إلى المنطقة بعد إنشاء وحدات إدارية جديدة، في البداية ضد الشهابيين والشيعة حمادة. جاء المصلح – الوزير الأكبر كوبرولو محمد باشا شخصيًا مع الحملة. وفر الشهابيون إلى الحمادية في أعالي كسروان، بينما نهبت القوات العثمانية وادي التيم.
وبدعوى أن الشهابيين متحالفون مع المعنيين، طالب العثمانيون أحمد وقرقموز معان بتسليم الشهابيين وتوفير المال للجيش العثماني، لكن المعنيين رفضوا وفروا إلى كسروان أيضًا. فقد المععانيون السيطرة وفقد دروز الجليل حمايتهم. ونهبت القوات العثمانية المنطقة بحثًا عن أسياد الشهاب وحمادة ومعانيس، مما تسبب في "البؤس" للفلاحين. ونتيجة لذلك، اجتاح الدروز المؤيدون للعثمانيين جزءًا كبيرًا من الجليل، وأبرزهم تدمير مدينتي صفد وطبريا. تم تنصيب شيوخ بديلين مؤيدين للعثمانية – سرحال عماد وعلي علم الدين لفترة وجيزة لحكم الدولة الدرزية. يذكر المؤرخ المعاصر استيفان الدويهي أن قرقماز قُتل خيانةً على يد بيلربي دمشق عام 1662. ويبدو أن شقيقه أحمد معن نجا من المؤامرة. في عام 1666، بحسب الصفا، صد الشيعة المحليون محافظ صيدا وقوة معانية بالقرب من النبطية.
في عام 1667، هزم أحمد معن وأنصاره المواليين للعثمانيين علم الدين والصواف وآخرين، ودعوا اليمانيين بالقرب من بيروت. انتصر أحمد معن في الصراع على السلطة بين الدروز عام 1667، لكن المعنيين فقدوا السيطرة على صفد وتراجعوا للسيطرة على التزام جبال الشوف وكسروان، التابع لوالي صيدا العثماني. بحسب أبو الحسين، بعد عام 1667 استأنف أحمد معن المراسلات مع التوسكان.
استمر أحمد كحاكم محلي حتى وفاته لأسباب طبيعية دون وريث عام 1697. خلال الحرب العثمانية الهابسبورغية (1683–1699) ، شارك أحمد معن في تمرد ضد العثمانيين امتد إلى ما بعد وفاته. انتقلت حقوق الالتزام في الشوف وكسروان إلى عائلة شهاب الصاعدة من خلال الميراث الأنثوي. على الرغم من الصراعات في ستينيات القرن السابع عشر، لعبت عائلة معان "دورًا قياديًا في إدارة الشؤون الداخلية لهذه الإيالة حتى السنوات الأخيرة من القرن السابع عشر، ربما لأنه لم يكن من الممكن إدارة المقاطعة - وبالتأكيد ليس في سنجق إيالة". صيدا-بيروت-بدونهم".

### آل شهاب
في جبل لبنان في القرن السابع عشر، كان الدروز المجموعة الديموغرافية الرئيسية في المنطقة. وكان الدروز قد انقسموا إلى فصائل سياسية على أساس التقسيمات القبلية العربية القديمة في قيس واليمن. آل معان، الذين كان أمراؤهم يسيطرون باستمرار على مزارع مناطق جبل لبنان ( الشوف، المتن، كسروان، الغرب والجرد)، يمثلون الفصيل القيسي، إلى جانب حلفائهم، العشائر الدرزية من عشيرة جنبلاط وعماد وتلحوق وأبو اللما، وعشيرة الخازن المارونية في كسروان، وعشيرة شهاب المسلمة السنية في وادي التيم. كانت عشيرة علم الدين الدرزية تقود الفصيل اليماني، والتي حصل أعضاؤها أحيانًا على مزارع الضرائب في جبل لبنان خلال أوقات الصراع بين آل معان والسلطات العثمانية. ومن العائلات الأخرى التي تنتمي إلى الفصيل اليماني كانت عشائر أرسلان والصواف الدرزية.
في عام 1697، توفي الأمير أحمد معن دون وريث ذكر، ونتيجة لذلك، قرر شيوخ الدروز من فصيل القيسي تعيين عائلة قوية وموحدة لرئاسة الفصيل لمنع صعود يماني محتمل إلى السلطة. اختار شيوخ القيسي في النهاية بشير شهاب الأول لخلافة الأمير أحمد بسبب القوة العسكرية لعشيرة شهاب، وبعدهم عن الخلافات القيسيية، وقرابتهم الزوجية مع الأمير أحمد (كان بشير ابن أخ أحمد لأمه). أكدت السلطات العثمانية انتقال معان-شهاب، لكنها قررت استثمار مزارع الأمير أحمد الضريبية لصالح الأمير حيدر شهاب (حفيد الأمير أحمد). وبسبب شباب الأمير حيدر، شغل الأمير البشير منصب الوصي. عزز الأمير بشير هيمنة القيسي في جبل لبنان وقام بتعيين الشيخ القيسي عمر الزيداني من عشيرة الزيداني السنية كمزارع للضرائب في صفد ومنطقتها، بينما ضمن ولاء عشائر صعب ومنكير الشيعية في جبل عامل. (كانت عشيرة وائل من جبل عامل موالية لليماني).
بعد وفاة الأمير بشير، ألغى العثمانيون سلطة الشهابيين في جبل عامل (ثم انشق المنكير والصعب وانضموا إلى التحالف الموالي لليماني) والجليل. علاوة على ذلك، في عام 1709، قام والي صيدا إيالت العثماني، الذي ضم جبل لبنان وبيروت والجليل وجبل عامل، بعزل الأمير حيدر من مزرعة ضرائب الشوف ونقل إليها شريك الأمير حيدر السابق الذي تحول إلى عدو، محمود أبو هرموش. انضم أبو هرموش إلى الفصيل اليماني بقيادة علم الدين، وبعد فترة وجيزة سيطر الأخير على جبل لبنان. لكن الدعم الشعبي للفصيل اليماني في الشوف لم يكن عميقاً. قام أبو هرموش، بدعم من محافظ صيدا، بملاحقة الأمير حيدر، الذي فر منذ ذلك الحين إلى غزير حيث وجد الحماية من عشيرة حبيش المارونية. تم نهب غزير وفر الأمير حيدر إلى الشمال الشرقي إلى الهرمل في وادي البقاع الشمالي.

## أعلام
- عفيف شيا
- كمال جنبلاط
- بهيج الخطيب

## وصلات خارجية
- مركز المعلوماتية للتنمية الحلية